# Себряков, Сидор Никифорович
Сидор Никифорович Себряков (около 1700—1761) — бригадир армии (с 1759 года).

## Биография
Казак Скуришенской станицы. Службу начал в 1718 году; участник Персидской кампании 1722—1723 годов и русско-турецкой войны 1735—1739 годов; в корпусе генерала Ласси участвовал в рейде по Крыму; в 1730-х годах командовал частями по уничтожению разбойничьих шаек, громивших имения русских помещиков при северных границах Дона; вёл розыск раскольников и сыск беглых из России; в 1741—1743 годах во главе отдельной команды в 382 сабли принимал участие в русско-шведской войне; в 1744 и 1749 годах состоял атаманом Зимовой станицы в Москве; в 1750-х годах — уполномоченным от Правительства по управлению казачьими городками (станицами) по рекам Хопёр, Медведица, Бузулук и Иловля; в отставке с чином армии полковника по ордеру генерала Ласси от 1 июня 1756 года.
Вел себя независимо и не ладил с войсковым атаманом Данилой Ефремовым. С начала 1730-х годов начал осваивать пустопорожний юрт станицы Кобылинской, ликвидированной после булавинского бунта. В 1753 году Войско доносило в военную коллегию, что Сидор Никифорович Себряков «в некоторых станицах завладел казачьими пахотными землями, сенокосами, также рыбными и лесными угодьями без дозволения Войска». На территории Кобылинского юрта Сидором Себряковым были основаны слободы, со временем получившие статус сел: Сидоры и Михайловка (последняя ныне село Староселье), деревни Кобылинка (Кобылинская) и Водяная и несколько хуторов в степи. Близ слободы Сидоры он устроил усадьбу Себрово, куда перебрался из станицы Скуришенской.
Именным Указом от 26 сентября 1757 года был пожалован в действительные армейские полковники с определением в поход; в ходе Семилетней войны в звании походного атамана командовал четырьмя донскими полками; по ордеру генерал-фельдмаршала Салтыкова от 10 мая 1759 года произведён в бригадиры. От Императрицы Елизаветы Петровны был жалован золотой медалью на шею, двумя саблями и двумя ковшами при оных (Указы от 27 июля 1744 года и 22 декабря 1749 года) и атаманским ковшом по Указу от 6 марта 1744 года. С 1749 года получал «годового жалования по 100 рублей, да на ковши 15 рублей, да на сабли 30 рублей».
В 1761 году находился в Петербурге и добивался передачи ему во владение всего юрта Кобылянского городка, уничтоженного за активное участие в Булавинском восстании. Но так и не дождался пожалования от Петра III, он скончался 10 октября 1761 года.